# هارون بيرد (لاعب كريكت)
هارون بيرد (28 سبتمبر 1983 في أستراليا - ) (بالإنجليزية: Aaron Bird)‏ هو لاعب كريكت أسترالي. لعب مع فريق جنوب ويلز الجديد للكريكت ‏.

## وصلات خارجية
- هارون بيرد على موقع إي آس بي آن كريك إنفو (الإنجليزية)